# Heysel-Plateau

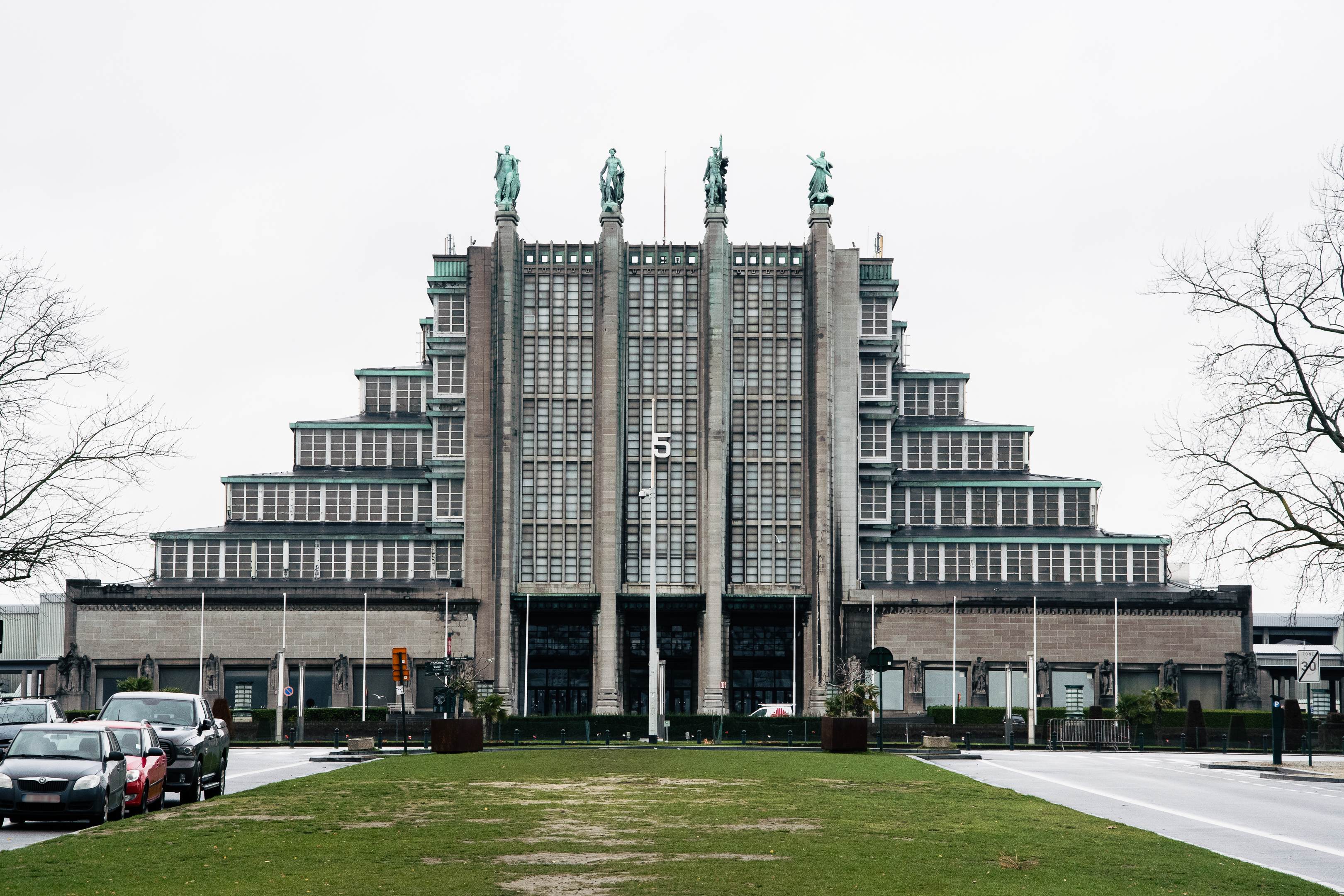
Messezentrum Heizel

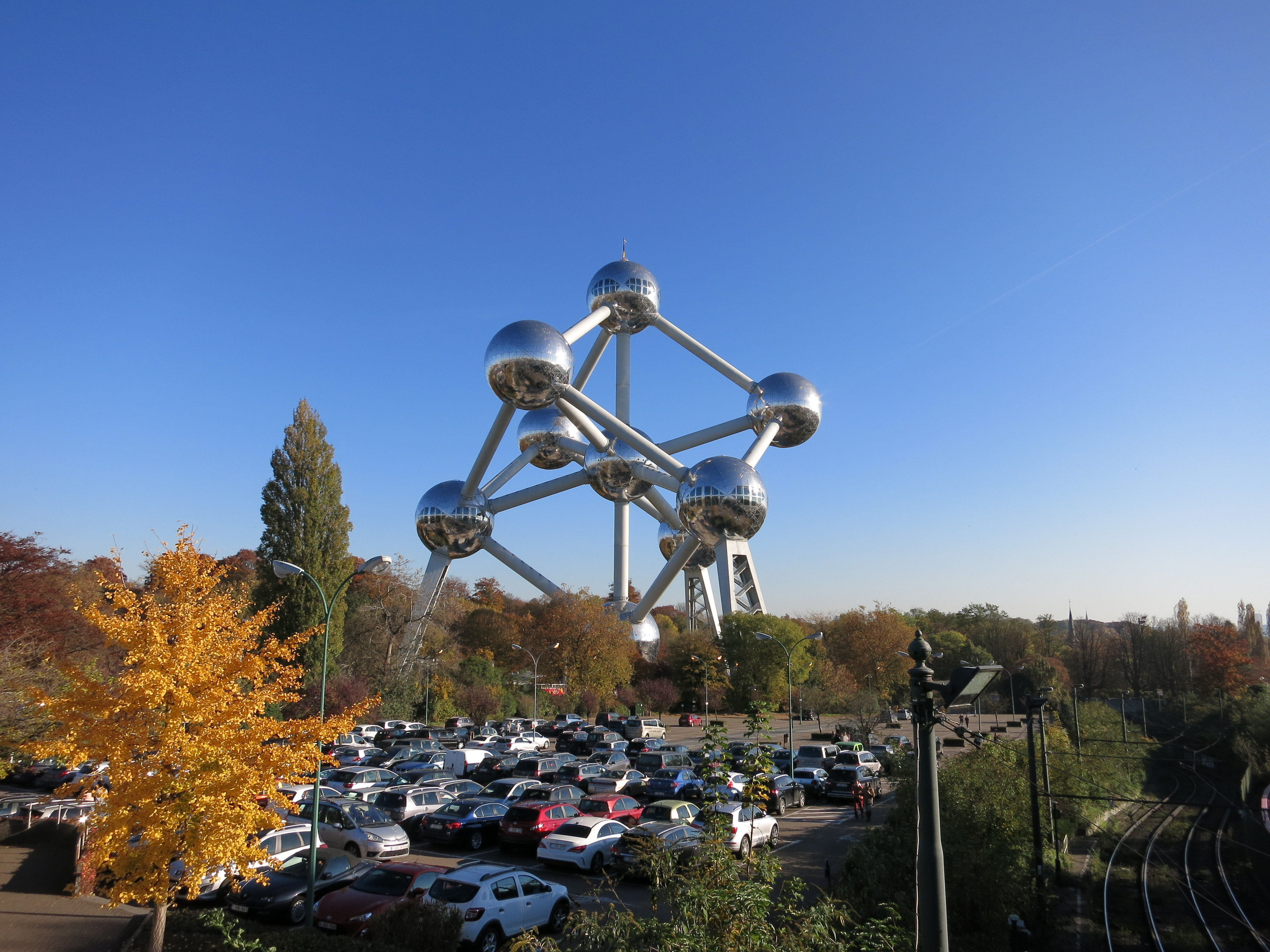
Das Atomium vom Westen aus gesehen

Das Heysel-Plateau (französisch Heysel, niederländisch Heizel) liegt im Norden von Brüssel im Stadtteil Laeken/Laken.
Auf dem Heysel-Plateau fanden die Weltausstellung von 1935 und die Weltausstellung 1958 (Expo 58) statt. Auf dem Heysel-Plateau liegen außerdem ein Miniatur-Ausstellungsgelände, das Mini-Europa, zahlreiche Sportanlagen, u. a. das König-Baudouin-Stadion, das bis 1985 Heysel-Stadion hieß, das Atomium, der Jahrhundertpalast (französisch Palais du Centenaire), ein Planetarium und bis 2018 ein subtropisches Freizeitbad.
Nach Osten hin schließt sich der Parc d'Osseghem/Ossegem-Park an, ein bewaldeter Park von 17 Hektar mit einer Waldbühne. Nach Südosten hin liegt der Laken-Park, an den sich wiederum die königlichen Güter und das Schloss Laeken anschließen.

## Geschichte
Das Wort Heysel stammt aus dem lokalen Niederländisch und drückt die magere Vegetation aus, ähnlich der deutschen „Heide“. Am Fuße des Heysel-Plateaus etwas östlich der heutigen St.-Lambert-Kirche ist ein mittelalterlicher Weiler „Heysel“ dokumentiert, das erstmals im 16. Jahrhundert erwähnt wurde, von dem aber keine Spuren mehr erhalten sind.
Ferner ist im Mittelalter ein Bach, der Heyselbeek, bezeugt, der vom Plateau kommend in den Molenbeek mündete. Dabei nahm er den Verlauf der heutigen rue du Heysel/Heiselstraat und vereinigte sich mit einem anderen Bach in Höhe der St.-Lambert-Kirche, wo im Mittelalter eine Wassermühle bezeugt ist. Von dort floss er entlang der heutigen Avenue Jan Sobieski/Jan Sobieskilaan zum Molenbeek.
Auf der Höhe des Heysel-Plateau befanden sich im Mittelalter zwei weitere Weiler, Vleurgat und Osseghem. Der letztere fand sich knapp südlich des heutigen König-Baudouin-Stadions und gab seinen Namen dem heutigen Parc d'Osseghem/Ossegem-Park, während Vleurgat weiter nördlich in der Nähe der Chaussée romaine/Romeinse Steenweg lag und sich dort heute das Wohnquartier Vleurgat befindet.
Das Landgut Ossegem wurde erstmals im frühen Mittelalter erwähnt und befand sich möglicherweise an der Stelle eines ehemaligen römischen Landgutes. Im Jahr 1152 ist ein Verkauf des „Hof van Ossegem“ durch die Erben eines Meinard van Brussel an die Abtei von Affligem dokumentiert, der damit auch die Liebfrauenkirche von Laeken unterstellt wurde. Der Ossegem-Hof wuchs zu einem kleinen Dorf, zu dem im 18. Jahrhundert auch ein Speelhuys gehörte, ein Pavillon, in dem der Erzbischof von Mechelen wohnte, wenn er in Brüssel weilte. Später wurde in Ossegem eine Mädchenschule für Landbau und Haushaltskunde eingerichtet, die aber der Anlage der Expo '35 weichen musste.
Auf dem Heysel-Plateau wurden zahlreiche Steinbrüchen betrieben, die u. a. für die Abteikirche von Affligem, die Liebfrauenkirche von Scherpenheuvel, die Jesuitenkirche in Antwerpen und die Liebfrauenkirche von Finistère in Brüssel das Baumaterial lieferten. Gegen Ende des 17. Jahrhunderts wurden die Steinbrüche eingestellt. Die Spuren sind noch an den Hängen nach Osten, den Kattenbergen und an den Einsenkungen im Parc d'Osseghem zu erkennen.
Das Heysel-Plateau war bis ins 20. Jahrhundert ländlich und dünn besiedelt. König Leopold II. plante aber, das Gebiet in der direkten Nachbarschaft zu seinem Schloss zu einem modernen und mondänen Stadtteil zu entwickeln. Es entstanden bereits Pläne mit großen Boulevards und Parks.
Nach einem Beschluss der Stadt Brüssel von 1927 wurde auf dem Heysel-Plateau zur Hundertjahr-Feier der Staatsgründung ein universell nutzbares Stadion gebaut, das 75.000 Zuschauern Platz bot und am 23. August 1930 für die Weltmeisterschaft im Bahnrennen erstmals genutzt wurde. Dies ist das heutige König-Baudouin-Stadion.
Zur Jahrhundertfeier sollte 1930 auch eine Weltausstellung auf dem Heysel-Plateau stattfinden, die jedoch nach der Weltwirtschaftskrise verschoben wurde und erst 1935 stattfand. Hierfür wurden ein großer modernistischer Ausstellungspalast und ein Nationenpark errichtet, allerdings wurden die Weiler Osseghem und Vleurgat dafür abgerissen.